# Amadou Sidibé (baloncestista)
Amadou Sidibe (Bronx, Nueva York; 25 de mayo de 1994) es un jugador de baloncesto estadounidense que posee la nacionalidad costamarfileña. Su estatura oficial es de 2,03 metros y juega en la posición de alero en el s.Oliver Baskets de la Basketball Bundesliga. Es internacional absoluto por la Selección de baloncesto de Costa de Marfil.

## Trayectoria
Amadou Sidibe nació en Nueva York de padres marfileños. A los 3 años volvió a Costa de Marfil y aunque comenzó jugando al fútbol, a los once se mudó de vuelta a Nueva York, donde inició su carrera baloncestística. Antes de pertenecer a Fairfield Stags, Sidibé pasó sus años de instituto en el Cardinal Hayes High School de la localidad neoyorkina donde firmó 19 puntos, 13 rebotes y 3 tapones por encuentro en su último año. 
En 2012 ingresó en Fairfield Stags donde estuvo durante 4 temporadas, firmando 19 puntos y 13 rebotes de media en la temporada 2016-2017, su último año de universidad. 
En verano de 2017 da su salto al profesionalismo en España, en concreto en las filas del HLA Alicante de LEB Plata. Con el conjunto alicantino firma 10.6 puntos y 7.5 rebotes, quedándose a las puertas del ascenso a LEB ORO esa temporada. 
La temporada 2018-2019 Sibidé se marcha a Portugal para enrolarse en las filas del Basquetebol do Sport Clube Lusitânia, donde concluyó la fase regular como MVP de la competición con 16.9 puntos y 13.1 rebotes por choque.
En agosto de 2019, llega a España para reforzar al Club Melilla Baloncesto de Liga LEB Oro, firmando un contrato para la temporada 2019-20. Tras firmar por Melilla Baloncesto se marcha al Mundial de China para representar a la Selección de baloncesto de Costa de Marfil.
El 16 de agosto de 2021, firma por el Union Tours Métropole Basket de la Pro B francesa, tras jugar la temporada anterior en el ALM Évreux Basket y ser el máximo reboteador de la segunda división francesa.
El 10 de septiembre de 2022, firma con el conjunto marplatense Peñarol de Mar del Plata para disputar la temporada 2022-23 de la Liga Nacional de Básquet.
El 4 de enero de 2023, firma por el Força Lleida Club Esportiu de la Liga LEB Oro.
El 19 de septiembre de 2023, firma por s.Oliver Baskets de la Basketball Bundesliga. 

## Selección nacional
Sidibé es internacional absoluto por la selección de baloncesto de Costa de Marfil. Aunque fue parte del plantel que se preparó para jugar en la Copa Mundial de Baloncesto de 2019, terminó desafectado del torneo debido a que su inclusión en el equipo resultaba contraria al reglamento sobre jugadores nacionalizados creado por FIBA.